# Hrabstwo Crawford (Michigan)
Crawford to hrabstwo w stanie Michigan w USA. Siedzibą hrabstwa jest Grayling.

## Miasta
- Grayling

## Hrabstwo Crawford graniczy z następującymi hrabstwami
- Otsego
- Oscoda
- Roscommon
- Kalkaska